# Gabaza sinica
Gabaza sinica är en tvåvingeart som först beskrevs av Lindner 1940.  Gabaza sinica ingår i släktet Gabaza och familjen vapenflugor. Inga underarter finns listade i Catalogue of Life.